# Alexandra Alphenaar
Alexandra Alphenaar (Hoorn, 6 november 1981) is een Nederlands actrice en musicalactrice.
Alphenaar was te zien in onder meer Lieve Lust, Onderweg naar Morgen, Wittekerke en Tiramisu. Ze is echter vooral bekend door de rol Ronja Huygens in Goede tijden, slechte tijden, waarin zij tussen mei 2008 en mei 2010 te zien was.
Eerder was ze te zien in de musicals Turks fruit en Route 66. Verder speelde enige tijd de rol van Liesl von Trapp in The Sound of Music. Gedurende seizoen 2010-2011 was ze te zien in Dr. Dolittle, naast onder meer Edwin Rutten. In seizoen 2011-2012 heeft Alexandra Alphenaar samen met Simon Zwiers, Michel Sorbach en Robin van den Heuvel gespeeld in de musical Nightmare, geschreven en geregisseerd door Dick van den Heuvel en geproduceerd door Stichting Homemade.

## Levensloop en carrière

### Jeugd en debuut
In havo 5 deed Alphenaar auditie aan de Academie voor Kleinkunst in Amsterdam. Daar kreeg ze les van onder meer Karin Bloemen, Peter Römer en Joost Prinsen. Als bijbaantje werkt ze jarenlang bij het Nieuwe de la Mar theater. Voor de Kleinkunstacademie deed ze een stageproject in het seizoen 2003-2004, ze was hierdoor te zien in Lustrum met Brigitte Kaandorp en Bert Klunder. Ze studeerde af met Ren Lenny Ren, de rockopera van Acda en De Munnik, waarmee ze in 2004-2005 door Nederland toerde. In de zomer van 2004 behaalde ze haar diploma.

### Beginjaren
In 2004 werkte Alphenaar voor een tweede keer samen met Kaandorp voor een concert in het Concertgebouw in Amsterdam, begeleid door het Metropole Orkest. Daarna besloot ze zich meer te gaan oriënteren op televisie en film en werkte ze mee aan Klokhuis en Fox Kids Planet Live. Daarnaast was ze te zien in reclame van onder andere Heineken, Amstelbier en McDonald's. Ze werd in 2006 gecast voor een rol in de kortfilm Luctor. Deze film ging op 13 september 2009 in première op het Film by the Sea-festival in Vlissingen.
Daarnaast had ze gastrollen in Parels & Zwijnen, Onderweg naar Morgen en Wittekerke en speelde ze een rol in de film Tiramisu. Ook was ze te zien in West Side, een serie van AT5.

### Doorbraak
In 2008 werd Alphenaar gecast voor de rol van Ronja Huygens in Goede tijden, slechte tijden. Samen met Anita Donk, Peter Post en Emiel Sandtke vormde ze sinds 22 mei 2008 de nieuwe soapfamilie Huygens. In 2009 speelde ze tevens een rol in Gewoon Praten, een film van Beer ten Kate en tevens zijn afstudeerproject aan de Hogeschool voor de Kunsten Utrecht.
Op 5 september van dat jaar deed Alphenaar met Peter Post, Ruud Feltkamp, Gigi Ravelli en Everon Jackson Hooi mee in Let's Dance. Van november 2009 tot februari 2010 speelde ze inThe Sound of Music, een productie van V&V Entertainment en Efteling Theaterproducties.
Op 18 maart 2010 werd bekend dat de hele familie Huygens uit Goede tijden, slechte tijden zal worden geschreven. Alphenaar vertrok vrijwillig nadat de producenten geweigerd hadden om in het opnameschema rekening te houden met haar hoofdrol in Dr. Dolittle. Op 9 april 2010 was haar laatste draaidag bij de soap; in mei was ze voor het laatst te zien.
In 2012 was ze te zien in een reclame van Generatie KPN.

### Vervolg carrière
Na diverse gastrollen in onder andere Divorce en Flikken Maastricht was ze in 2013 wekelijks te zien in het tweede seizoen van hitserie Overspel. In datzelfde jaar stond zij met de Buddy Holly Story van Albert Verlinde en Baantjer in het Theater op de planken.

## Persoonlijk
Alphenaar komt uit West-Friesland. Haar vader is goochelaar van beroep en toerde met Hans Klok door Europa onder zijn artiestennaam Tony Wilson.
Na 10 jaar in Amsterdam te hebben gewoond verhuisde zij in 2010 naar Haarlem. Sinds 2016 woont Alphenaar in Heemstede.

## Overzicht

### Filmografie
| Film      | Film                               | Film                          | Film                      |                        |
| Jaar      | Productie                          | Rol                           | Opmerkingen               | Producent              |
| --------- | ---------------------------------- | ----------------------------- | ------------------------- | ---------------------- |
| 2006      | Luctor                             | Voorlichtster Rijkswaterstaat | Kortfilm                  |                        |
| 2007      | Tiramisu                           | Onbekend                      |                           | IDTV Film              |
| 2008      | Barbie en het Diamantkasteel       | Melody en Stacey              | Stem                      |                        |
| 2009      | Gewoon Praten                      | Jessica Damer                 |                           | Beer ten Kate          |
| 2012      | Goede Morgen                       | "onbekend"                    |                           | Ferry Piekart          |
| 2014      | Groen                              | Moeder                        | Korte Film                | Lucas Camps Producties |
| 2015      | Star Kids                          | Anouschka                     | 48 uurs                   | Sjoerd de Bont         |
| 2016      | Hartenstrijd                       | Achtje                        |                           | Independent Films      |
| 2023      | Black Lotus                        | gids                          |                           | Capstone Film Group    |
| 2024      | De Bellinga's: Pretpark op stelten | juf Sophie                    |                           |                        |
| Televisie |                                    |                               |                           |                        |
| Jaar      | Productie                          | Rol                           | Opmerkingen               | Regie                  |
| 2005      | Parels & Zwijnen                   | onbekend                      |                           |                        |
| 2006      | West Side                          | onbekend                      |                           |                        |
| 2006      | Lieve Lust                         | Meisje van Joep               | Afl. 1.13                 |                        |
| 2007      | Onderweg naar Morgen               | Arts in het AZB               | 28 maart 2007             |                        |
| 2007      | Wittekerke                         | Femke Vervoort                |                           |                        |
| 2008–2010 | Goede tijden, slechte tijden       | Ronja Huygens                 |                           |                        |
| 2012-     | Divorce                            | Miranda Bakels                |                           |                        |
| 2013      | Flikken Maastricht                 | Marleen Haverkamp             | Afl. Één plus één is drie |                        |
| 2013      | Lieve Liza                         | Liesbeth                      |                           |                        |
| 2013      | Overspel                           | Esther                        |                           |                        |
| 2014      | Flikken Maastricht                 | Gemma Dubois                  | Afl. Bedrog               | Martin Schwab          |
| 2014      | Fashion Planet                     | sollicitant                   | Gastrol                   | Dennis Overeem         |
| 2014      | Sinterklaasjournaal                | juf Chantal                   |                           |                        |
| 2015      | 't Schaep Ahoy                     | Trijntje Kwakman              | Afl. Volendam             |                        |
| 2016      | TokBek                             | Alexandra Alphenaar           | Online programma          | Dennis Overeem         |
| 2022      | Dirty Lines                        | Carolien                      |                           |                        |
| 2024      | PATTY                              | psycholoog                    |                           | Will Koopman           |

### Theatrografie
| Theater     | Theater                            | Theater                        | Theater                     |                     |                                         |
| Jaar        | Productie                          | Rol                            | Opmerkingen                 | Regie               | Producent                               |
| ----------- | ---------------------------------- | ------------------------------ | --------------------------- | ------------------- | --------------------------------------- |
| 2001        | Het Wordt Steeds Leuker            | Onbekend                       | Academie voor Kleinkunst    |                     |                                         |
| 2003        | Carmen                             | Onbekend                       | Academie voor Kleinkunst    |                     |                                         |
| 2003        | Driestuiversopera                  | Onbekend                       |                             |                     |                                         |
| 2003–2004   | Lustrum                            | Onbekend                       |                             |                     |                                         |
| 2004–2005   | Ren Lenny Ren                      | Ensemble                       | Rock-opera                  | Ruut Weissman       | Acda en de Munnik                       |
| 2006–2007   | Turks fruit                        | Ensemble                       |                             | Peter de Baan       | Beeldenstorm / Harry Kies               |
| 2006–2007   | Liefde is kouder dan de dood       | Nynke                          |                             | Titus Muizelaar     | RZPKT                                   |
| 2007–2008   | Route 66                           | Sally                          | Musical                     | Titus Muizelaar     | Beeldenstorm                            |
| 2009-2010   | The Sound Of Music                 | Liesl Von Trapp                | Musical                     | John Yost           | V&V Entertainment                       |
| 2010-2011   | Dr.Dolittle                        | Emma                           | Musical                     | John Yost           | V&V Entertainment                       |
| 2011-2012   | Nightmare                          | Lily                           | Musical                     | Dick van den Heuvel | Henrike van Engelenburg                 |
| 2012        | De laatste wens                    | Onbekend                       |                             |                     |                                         |
| 2012        | Christiane F.                      | Christiane                     | Solovoorstelling            | Jörgen Thon A Fong  | Henrike van Engelenburg                 |
| 2012        | Sinterklaas en de Pepernotencrisis | Alexandra                      | Musical                     | Dick van den Heuvel | Jaap van Andel                          |
| 2013        | The Buddy Holly Story              | Jingle girl & Rose Maddox      | Muziektheater               | Peter de Baan       | Albert Verlinde Entertainment           |
| 2013        | Baantjer in het Theater            | Suze                           | Theatervoorstelling         | Frank van Laecke    | NieheVanLambaart Theaterproducties      |
| 2013        | Handjes in de lucht                | Annechien                      |                             | Dick van den Heuvel | Allard Blom                             |
| 2013        | Sinterklaas en de Pepernotencrisis | Alexandra                      | Musical                     | Dick van den Heuvel | Jaap van Andel                          |
| 2014        | De Kleine Kapitein                 | Marinka                        | Toneelstuk                  | Bruun Kuijt         | Henrike van Engelenburg                 |
| 2015 - 2016 | Pinokkio de Musical                | Blauwe fee - Fay               | Musical In Efteling Theater |                     | Efteling Theaterproducties              |
| 2016        | Bende van het Singerpark           |                                |                             | Esther Habbema      | Allard Blom                             |
| 2016 - 2017 | Pinokkio de Musical                | Blauwe fee - Fay               | Musical - Tour              |                     | Efteling Theaterproducties              |
| 2016 - 2017 | Body Language                      | Anna, Robine, Karin, Annelotte | Theater Comedy              | Paul van Ewijk      | DommelGraaf & Cornelissen Entertainment |
| 2017 - 2018 | Tina de musical                    | Patty, moeder van Tina         | Musical                     | Dick van den Heuvel | Homemade Productions                    |